# 石志坤
石志坤（1965年3月—），河北人，中國大陸政治人物、軍事人物，中國人民解放军海軍少將，中共黨员。
長期任職中國海軍舰队，曾任南海舰队装备部部长、廣州水警区司令員等职。 